# Nuestra Bandera
Nuestra Bandera es la revista teórica y de debate del Partido Comunista de España, fundada en 1937 y dedicada a análisis sociales, culturales y políticos desde un punto de vista marxista. Con el número 154, de enero de 1993, pasó a llamarse Utopías, Nuestra Bandera. En 2010 volvió al título Nuestra Bandera.
Su primer número apareció el 15 de julio de 1937 en Valencia. La segunda época de la revista se editó en Barcelona, desde el 1 de enero de 1938 hasta aproximadamente octubre de ese mismo año. Durante estos primeros años la periodicidad fue irregular. Entre junio de 1940 y diciembre de 1944 se publicó en el exilio americano, en México; para pasar más tarde a ser editada en las ciudades de Toulouse y París, hasta 1950.